# Brunei ai Giochi olimpici
Il Brunei ha partecipato per la prima volta ai Giochi olimpici nel 1988.
Gli atleti bruneiani non hanno mai vinto medaglie ai Giochi olimpici estivi, mentre non hanno mai partecipato ai Giochi olimpici invernali.
Il Comitato Olimpico Nazionale del Brunei venne creato e riconosciuto dal CIO nel 1984.

## Medaglieri

### Medaglie alle Olimpiadi estive
| Giochi              | Oro              | Argento          | Bronzo           | Totale           |
| ------------------- | ---------------- | ---------------- | ---------------- | ---------------- |
| Seul 1988           | 0                | 0                | 0                | 0                |
| Barcellona 1992     | non partecipante | non partecipante | non partecipante | non partecipante |
| Atlanta 1996        | 0                | 0                | 0                | 0                |
| Sydney 2000         | 0                | 0                | 0                | 0                |
| Atene 2004          | 0                | 0                | 0                | 0                |
| Pechino 2008        | non partecipante | non partecipante | non partecipante | non partecipante |
| Londra 2012         | 0                | 0                | 0                | 0                |
| Rio de Janeiro 2016 | 0                | 0                | 0                | 0                |
| Tokyo 2020          | 0                | 0                | 0                | 0                |
| Parigi 2024         | 0                | 0                | 0                | 0                |
| Totale              | 0                | 0                | 0                | 0                |